# 福蜀濤
福蜀濤（1952年—），生於台灣屏東，新聞記者，曾任職於《聯合報》、《中國時報》、《海峽雜誌》。為夏潮聯合會與中國統一聯盟成員。

## 生平
1980年，福蜀濤畢業於國立政治大學新聞學系，同學包括羅文輝、谷玲玲、李四端、劉和卿等人。在蘇慶黎擔任總編輯時，進入《夏潮》雜誌社，擔任編輯。在《夏潮》雜誌被查禁之後，轉至胡秋原的《中華》雜誌工作。1987年，參與夏潮聯誼會。1988年，參與中國統一聯盟的創立。
2010年9月18日，時任《海峽雜誌》總編輯的福蜀濤參與中華民國教育部“普通高級中學歷史科課程綱要(草案)公聽會”會場外的抗議，希望台灣教科書具備中國史觀、反對分離主義史觀。

## 著作
《開除李登輝》，海峡學術出版社，2002年，ISBN 9572040103。

## 外部連結
- 維基解密：電文說，天安門廣場內沒有流血（福蜀濤　譯） （页面存档备份，存于）